# Danielle Étienne
Danielle Étienne (* 16. Januar 2001 in Honolulu, Hawaii) ist eine in den USA geborene haitianische Fußballspielerin.

## Karriere

### Klub
Nachdem sie in ihrer Jugend beim Bethesda SC spielte und dann später Teil der Mannschaft der Archbishop Spalding High School war. War sie 2017 kurzzeitig in der Jugend des New York City FC und danach bis 2018 Teil der Paramus Catholic High School-Mannschaft. Seit 2019 spielt sie für die College-Mannschaft Fordham Rams.

### Nationalmannschaft
Bereits mit der U17 nahm sie an der CONCACAF-Meisterschaft 2018 teil. Später mit der U20, folgten dann noch Turnierteilnahmen an der CONCACAF-Meisterschaft 2018, der Weltmeisterschaft 2018 und der CONCACAF-Meisterschaft 2020.
Ihr Debüt in der A-Nationalmannschaft hatte am 3. Oktober 2019 bei einem 10:0-Sieg über Suriname.